# Sainte-Thérèse
Sainte-Thérèse – miasto w Kanadzie, w prowincji Quebec, w regionie Laurentides i MRC Thérèse-De Blainville. Jest 41. największym miastem w prowincji.
Liczba mieszkańców Sainte-Thérèse wynosi 25 224. Język francuski jest językiem ojczystym dla 90,8%, angielski dla 3,8% mieszkańców (2006).